# 元太興
元 太興（げん たいこう、生年不詳 - 498年）は、北魏の皇族。西河王。

## 経歴
京兆王拓跋子推の子として生まれた。京兆王の封を嗣いだ。長安鎮都大将に任じられた。490年（太和14年）、不正な蓄財のために、官爵を剥奪された。後に秘書監に任じられ、爵位を回復した。統万鎮将となった。496年（太和20年）、西河王に改封された。統万鎮が夏州に改められると、太興は夏州刺史となった。守衛尉卿に任じられた。後に出家して沙門となり、名を僧懿と改め、嵩山に住んだ。498年（太和22年）、死去した。

## 逸話
かつて、太興は病にかかって、沙門たちの行道を請い、財産を布施して、病の快癒を祈願する斎会をおこない、「散生斎」と名づけた。斎会の後、僧たちはみな立ち去ったが、ひとりの沙門が斎の食事の余り物をいただきたいと願い出た。太興がふざけて「斎の食事は尽きたので、酒肉があるだけです」と言うと、沙門は「いただきましょう」と答えた。そこで酒一斗と羊の脚一本を出すと、沙門は完食してまだ食い足りないと言った。沙門が辞去した後、酒肉がともに残っていたので、太興は門を出て沙門を追いかけたが、見つけることができなかった。太興は仏前で祈願して、「さきほどの師は凡俗の人ではなかったようです。もしこの病が小康を得たなら、王爵を棄てて入道しましょう」と誓った。いくばくもなく快癒すると、太興は沙門となることを願い出て、十数回上表すると許された。

## 子女
- 元昴（字は伯暉、西河王）
- 元仲景
- 元暹

## 伝記資料
- 『魏書』巻19上 列伝第7上
- 『北史』巻17 列伝第5